# История на екологията
Може да се каже, че един от първите еколози е Аристотел, който проявявал интерес към много видове животни. Той е последван от мнозина естествоизпитатели като Бюфон и Карл Линей, чиято научна дейност се смята за основополагаща за развитието на съвременната екология. Особено голяма е заслугата на Чарлз Дарвин (1809 - 1882), извършил революция в естествознанието. Първоначално екологията се е схващала като област от знанието за местообитанията на организмите (от гръцки oikos - дом, и logos - наука). Не е съвсем ясно кой пръв е предложил наименованието екология и най-често заслугата се приписва на немския зоолог и дарвинист Ернст Хекел (1834 – 1919), който към 1870 година е разширил обхвата на екологията от наука за местообитанието на организмите в наука за взаимоотношенията между организмите и околната среда, като към околната среда той е включил и всички организми (индивиди, популации, системи), които участват в по-голямата система. Чрез това съдържателно определение екологията се превръща в стройна наука с функции на икономика на природата.
През последните 50 години към екологията неправилно започнаха да причисляват различни човешки дейности, доколкото и човекът и популацията му е част от живата природа. Би трябвало обаче човекът да си знае мястото в природата и да не се смята за неин венец. Не е редно към екологията да се отнасят пречиствателни съоръжения, земеползване, здравеопазване и какво ли още не.
Екологията се превръща и в трамплин за политически кариери, тъй като никнат разни политически партии с екологическа насоченост. Някои от тях вършат полезна дейност по опазването на природата, но сред тях има и такива, създадени от хора без понятие от екология и целите им са чисто користни.